# Mossega govensis
Mossega govensis is een insect uit de familie van de mierenleeuwen (Myrmeleontidae), die tot de orde netvleugeligen (Neuroptera) behoort. 
Mossega govensis is voor het eerst wetenschappelijk beschreven door New in 1985.